# شبيهات الكركدن
شبيهات الكركدن هي رتبة منقرضة من الثدييات عاشت قبل ما يناهز 35 إلى 23 مليون سنة، أقدم أحفورة معروفة لها تعود إلى عصر الإيوسين المتأخر، وقد انقرضت هذه الرتبة خلال عصر الأوليجوسين. وهي مجموعة من الحيوانات الشبيهة بالكركدن ولذلك نسبت إليه.